# 김우현 (목회자)
김우현(金禹鉉, 일본식 이름: 金光禹鉉가네미쓰 우겐, 1895년 12월 10일(음력 10월 24일) ~ 1989년 1월 13일)은 한국의 장로교 목사이다. 호는 두산이다.

## 생애
한성부에 살던 부모가 동학 농민 운동과 청일 전쟁을 피해 현 영주시 지역인 경상북도 영풍군으로 피난했을 때 태어났다. 어릴 때 한성으로 올라와 1911년에 흥화학교를 졸업했다. 이무렵 안동교회에 출석하며 초대 목사 한석진의 영향을 받아 개신교 신자가 되었다.
한석진이 마산으로 내려가 목회를 하면서 김우현도 창원의 대창학교 교사로 부임했다. 이 곳에서 3·1 운동을 맞아 만세시위에 참여했다. 1919년 3월 31일 장날을 이용하여 미리 준비한 태극기를 휘두르며 독립만세를 선창했다. 경찰의 저지로 그날은 시위가 확대되지는 못했으나, 3월 21일 구마산 장날을 기하여 3천명의 군중이 독립만세 시위를 하게 되었고, 3월 23일 창원읍에서 5천명의 군중이 시위를 벌이게 되었다. 주동자였던 김우현은 곧 체포되어 징역 1년 6개월형을 선고 받고 약 1년간 복역했다.
출옥한 뒤 1922년에 일본으로 건너가 고베신학교에 입학했다. 신학교 동기생인 전필순과는 같은 기호 지역 출신이라는 공통점도 있어 가까이 지냈으나, 이후 오랫동안 정치적 반대파에 속해 대립하게 되었다. 일본에서 공부할 때는 무교회주의 사상가인 우치무라 간조(内村鑑三)와 기독교사회운동가 가가와 도요히코 賀川豊彦의 영향을 많이 받았다.
귀국하여 잠시 평양신학교에서 수학한 뒤, 1927년 경기노회에서 목사 안수를 받고 안동교회의 제4대 목사로 부임했다. 당시 30대 초반의 젊은 목사였던 김우현은 1928년 1월 한국교회사상 처음으로 교회주보를 발행하는 등 의욕적인 사업을 벌이고 여러 가지 업적을 남겼다.
그러나 교회 신도들 간의 스캔들이나 교회 장로였던 한글학자 이윤재와의 갈등, 장로 선출을 둘러싼 잡음으로 교회 내에서도 차츰 어려운 처지에 놓이게 되었고, 결국 경기노회 기호파 목사들 사이의 내분으로 함태영 계열과 10년에 걸쳐 극심하게 대립한 끝에 1939년 안동교회 목사직을 사직했다. 이후 김우현은 교회와 교단을 완전히 떠나 전영택과 함께 발행한 《기독교신문》에만 전념했다.
1942년 1월부터 아현성결교회의 담임인 최석모 목사가 일제의 탄압으로 투옥되자 비록 교단은 다르지만 김우현 목사는 아현성결교회의 예배를 일정기간 동안 인도하였다. (당시 성결교의 모든 목사와 전도사는 투옥되었거나 검거 명령이 나있는 상황이었다.)
일제강점기 말기에 기독교신문 사장을 지내면서 일제에 협조한 행적이 있다. 1938년 국민정신총동원조선연맹, 1940년 국민총력조선연맹 등 전쟁 지원을 위해 조직된 단체에 참여했다.
광복 후에는 이호빈과 함께 중앙신학교를 세우고 대한기독교청년회연맹 재건에 힘썼으며, 1950년대에 재일 한국YMCA 총무로 일본에 파견되어 근무했다. 1966년부터는 무교파 교회인 한길교회의 담임목사를 맡았다. 저서로 1979년에 출간한 요한복음 요해 《생명에 관한 이일장》이 있다.

## 사후
3·1 운동 때의 공적을 인정받아 1990년에 건국훈장 애족장이 추서되었다. 그러나 일제 말기의 행적으로 인해 2008년 발표된 민족문제연구소의 친일인명사전 수록예정자 명단 중 종교 부문에 선정되어 있다.

## 상훈
- 건국훈장 애족장 - 1990년 서훈, 2010년 취소

## 같이 보기
- 안동교회
- 기독교신문
- 조선임전보국단
- 중앙신학교
- 한길교회

## 참고자료
- 안동교회 역사편찬위원회 (2001년 8월). 〈제3장 안정과 시련기 (1927 - 1939)〉 (PDF). 《안동교회 90년사》. 서울: 안동교회.[깨진 링크(과거 내용 찾기)]
- 김우현 : 독립유공자 공훈록 - 국가보훈처
- 한길교회의 설립과 발전 : 초기 목회자의 3무정신을 중심으로 / 곽성진